# Przewodniczący rady gminy
Przewodniczący rady gminy (w miastach: przewodniczący rady miasta lub przewodniczący rady miejskiej) – osoba prowadząca obrady rady gminy i ją reprezentująca, wybierana  bezwzględną większością głosów przy obecności ponad połowy radnych na pierwszej sesji po wyborach do samorządu. 
W przypadku niewybrania przewodniczącego rozpisywane są nowe wybory do rady. W zależności od liczby członków rady, ma on od 1 do 3 zastępców. Przewodniczący nie ma wpływu (jak było do roku 2002) na wybór wójta, burmistrza, prezydenta i jego zastępców. Prowadzi kontrolę nad działalnością rady (do najważniejszych jej obowiązków należy uchwalanie budżetu) i odpowiada za jej działanie w ramach prawa.